# Rock Theatre
Rock Theatre è un'antologia dei Genesis distribuita nel 1975.
Contiene una versione corta di Watcher of the skies, apparsa precedentemente insieme alla rara, per l'epoca, Happy the man su un'antologia rappresentativa della Charisma Records. La raccolta è stata più volte ristampata nel corso del tempo, ultime ristampe Virgin negli anni ottanta.

## Il disco
Il titolo dell'album richiama uno dei modi con cui, all'epoca, si definiva il tipo di spettacolo offerto dal vivo dalla band nel contesto del progressive rock. La stessa incisione è, però, stata intitolata The best of Genesis in Norvegia, Attention! Genesis in Giappone, Genesis in Nuova Zelanda e El rock en el tiempo in Argentina.

## Formazione
- Peter Gabriel: voce, flauto, oboe
- Tony Banks: organo, pianoforte, synth
- Michael Rutherford: basso, chitarra a 12 corde
- Phil Collins: percussioni, batteria
- Steve Hackett: chitarra acustica e elettrica

## Tracce

### Lato 1
1. I Know What I Like (In Your Wardrobe)
2. Harold the Barrel
3. Harlequin
4. Watcher of the skies
5. The Fountain of Salmacis

### Lato 2
1. Supper's Ready